# القراني (مذيخرة)

تعديل مصدري - تعديل

القراني محلة تابعة لقرية راوات، التابعة لعزلة الاشعوب بمديرية مذيخرة إحدى مديريات محافظة إب في الجمهورية اليمنية، بلغ تعداد سكانها 133 حسب تعداد اليمن لعام 2004.